# Agentens Tvillinger
Agentens Tvillinger er en stumfilm instrueret af Lau Lauritzen Sr. efter manuskript af Aage Brodersen.